# Jamie-Lee Kriewitz
Jamie-Lee Marie Kriewitz (Springe, 1998. március 18. –) német énekesnő. Ő képviselte Németországot a 2016-os Eurovíziós Dalfesztiválon, Stockholmban, a Ghost című dallal.
Május 14-én, a dalfesztivál döntőjében tizedikként lépett fel. A versenyt az utolsó helyen zárta mindössze 11 ponttal. 

## Élete
Az alsó-szászországi Springe városában nőtt fel, és Hamelnben járt iskolába.
2016 októbere óta áll kapcsolatban Fabian Riaz zenésszel. 2017-től Magdeburgban élnek.

## Diszkográfia

### Album
- 2016: Berlin

### EP
- 2021: Seoul

### Kislemezek
- 2015: Ghost
- 2016: Berlin
- 2016: Wild One
- 2016: Wolfslied
- 2017: Jetzt erst recht (duettben Fargoval)
- 2017: Wild und frei
- 2017: Coming Home for Christmas (Eredeti: Banaroo)
- 2019: Flying
- 2020: Auch wenn es gelogen ist
- 2020: Heartbeat Distance
- 2021: Seoul
- 2022: Oh oh
- 2023: Reset (André Fischer feat. Jamie-Lee)

### Mint vendég
- 2017: Not Afraid (Sketcher25 feat. Jamie-Lee)
- 2020: Niemals alleine (The Voice Generations)
- 2022: Abcdefu (Nerds at Raves & Marc Korn & Just Mike feat. Jamie-Lee)
- 2022: Infinity (Nerds at Raves & Marc Kiss & Just Mike feat. Jamie-Lee)
- 2022: Running Up That Hill (A Deal with God) (Charming Horses & Alivo feat. Jamie-Lee)
- 2023: Barbie Girl (Bodybangers & Nerds at Raves & Jamie-Lee)